# Силлар, Рейн Антсович
Рейн Антсович Силлар (р. 24 марта 1948 года) — бывший руководитель КГБ в ЭССР, генерал-майор.

## Биография
Службу в КГБ начал в 1971 году оперуполномоченным, затем на протяжении 20 лет служил в органах госбезопасности на территории Эстонии.
Окончил Высшие курсы офицеров КГБ СССР в Минске и Высшую школу КГБ СССР имени Ф. Э. Дзержинского.
С 1990 по август 1991 г. — председатель КГБ Эстонской ССР.
В 1992 г. уволился по собственному желанию.
Занимался в Эстонии предпринимательской деятельностью, был советником в ONAKO EESTI AS.